# Colpodiscus lahainensis
Colpodiscus lahainensis är en skalbaggsart som beskrevs av Sharp 1903. Colpodiscus lahainensis ingår i släktet Colpodiscus och familjen jordlöpare. Inga underarter finns listade i Catalogue of Life.